# 山崎直方

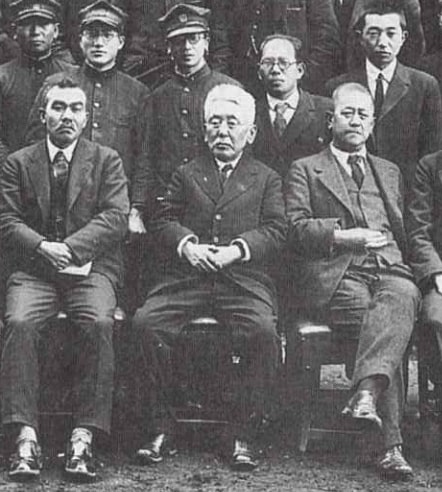
1928年撮影。前例左から加藤武夫、小藤文次郎、山崎直方。

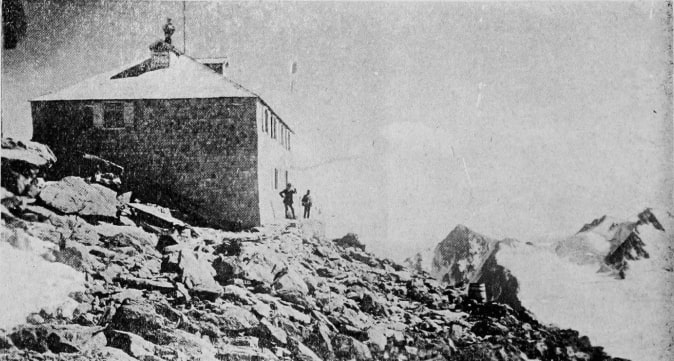
中央アルプスStubai地方のBecherhaus、山崎直方（1905）「高山の特色」『地学雑誌』

山崎 直方（やまさき なおまさ、明治3年3月10日〈1870年4月10日〉 - 昭和4年〈1929年〉7月26日）は、日本の地理学者。理学博士。日本地理学会創立者。「日本近代地理学の父」と称えられる。位階および勲等は正三位・勲二等。山崎カール（山崎圏谷）の発見者。高知県出身。
明治後期から昭和初期にかけて日本の地理学界を代表した地理学者。国際的に活躍する一方で、多数の研究者を育てた。専門は地形学であり、特に氷河地形、火山地形、変動地形の研究を行った。日本アルプスの白馬山中に氷河の痕跡を発見して日本にも氷河時代があったことを実証した。1902年には論文「氷河果たして本邦に存在せざりしか」 を発表し、日本の氷河地形研究の礎を築いた。

## 生涯

### 生い立ちと教育
1870年、土佐藩士で土木官吏であった山崎潔水（天保2年7月22日 - 明治33年1月28日）の子として土佐国井ノ口村（現・高知市）で生まれる。なお、出生地を土佐国旭村赤石（現・高知市赤石町）とする文献もある。
父親が新政府に出仕したのにともない上京する。東京市神田区の錦坊学校（現・千代田区立お茶の水小学校）、東京府立第一中学校（現・東京都立日比谷高等学校）を経て、18歳の時第三高等中学校（のち第三高等学校、現・京都大学）予科に入学し、人類学および考古学の研究を行う。第三高中在学の5年間は、大阪近辺で土器や石器を採集する一方、磐梯山噴火（1888年）や 濃尾地震（1891年）に際しては現地に赴いて見学している。また、古物収集は中学時代から興味を抱いていたが、1886年には東京人類学会に入会し、古器物の破片を学会に寄付している。第三高中入学以前に2本、後の大学入学までに10本以上の論考を学会雑誌に発表しており、この時点で既にいっぱしの研究者であった。山田 (2008)は、こうした活動が、後の大学で地質学科を選んだ背景にあるとしている。
1892年、23歳の時に同校を卒業し、帝国大学理科大学（のち東京帝国大学理学部、現・東京大学理学部）地質学科に入学。地質学科では、小藤文次郎（教授）、横山又次郎（教授）、菊池安（助教授）、神保小虎（助教授）らが在職し、山崎は佐藤伝蔵と同級であった。そこでは、地質学のなかでも岩石学を専攻する。この時期、小藤文次郎は震災予防調査会において全国火山調査プロジェクトを推進しようとしており、山崎もこの一端を担い、火山地質の調査と火成岩の岩石学的な研究を指示されていた。
1893年には東京地質学会（現・日本地質学会）の創立と機関誌『地質学雑誌』の創刊に関わった。1895年、妙高火山の地質調査をもとに卒業論文をまとめ、26歳で同大学を卒業する。
同年、大学院に進学して小藤から指導を受ける。この間、妙高山・三原山・八ヶ岳などの調査を震災予防調査会に嘱託される。山崎は、これら火山の形態をスケッチで示し、地形・地質の発達過程を明らかにしたが、その手法は火山地形研究の一つの原型になった。陸羽地震（1896年）に関しては、横手盆地に出現した断層を精査し、それを地震の震源とみなした。また、1896-1897年には小藤に随行して五か月にわたり台湾を踏査した。

### 第二高等学校教授の就任と留学
1897年、28歳と早くも第二高等学校（現・東北大学）の教授に就任し、地質学を担当する。高校では、鉱物学の学生実験を導入するなど斬新な岩石学の授業を行った。
しかし翌年、文部省から地理学研究のため3年間のドイツ留学を命じられる。留学では以下の活動をおこなった。
- J・J・ライン（ボン大学の日本地誌の研究者）の指導を受け、彼の著書『日本』（全二巻、1881-1886年刊）の改訂作業を助けた[6]。
- A・ペンク（ウィーン大学の自然地理学・地誌学の研究者）を師事し、その学風に強く感化を受けた[6]。とくに後の氷河地形に深い関心を与えられ、オランダとベルギーの地誌の講義にも非常な魅力を感じたという[10][注釈 3]。
- 文部省の命で第7回国際地理学会議（1899年・ベルリン）と第8回国際地質学会議（1900年・パリ）に出席した[6]。
- ドイツ語論文「日本の瀬戸内海の形態学的考察」を『ペーテルマン地理学報告』に発表した（1902年）[6]。

ただし、この留学にあたって地理学を専攻しようとしたのは、必ずしも本人の意思ではなく、小藤が山崎の資質に期待したと同時に、高等師範学校の校長であった嘉納治五郎の意向もあったとされる。嘉納は、近代科学としての地理学を導入すべく山崎を高師から送り出したのである。

### 1900年代―東京高等師範学校教授の就任
帰国後の1902年、東京高等師範学校の地理学教授及び東京帝国大学講師に就任する。同年、『大日本地誌』の編集を有力出版者の博文館に依頼され、佐藤伝蔵と協力して大規模な地誌を編集・刊行した（全10巻、1903-1915年刊）。
同じく1902年には、北アルプスの白馬岳や立山などの頂上付近で圏谷（カール）や堆石（モレーン）などの小氷河地形を発見した。それは画期的な発見であったが、後の氷河論争まで反響はなかった。この頃には、フリードリヒ・ラッツェルの政治地理学を紹介し、その後は日本と中国の都市の研究にも着手する。1903年からは、文部省中等学校教員検定試験（文検）地理科の委員を務め始める。
鳥島火山（1903年）や小笠原方面の海底底質調査（1905年）など各種の調査を実施し、海岸平野やカルスト地形の研究（1905-1906年）にも先鞭をつける。
1908年、東京帝国大学法科大学の講師として経済地理学を講ずるようになる。

### 1910年代―東京帝国大学教授の就任

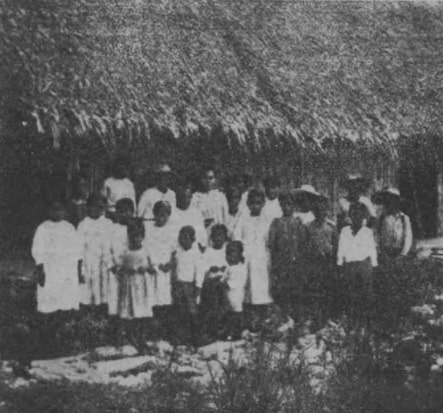
クサイ島（現・コスラエ島）原住民の学校と生徒、山崎直方（1916年）『我が南洋』広文堂書店

1911年、東京帝国大学理科大学の地理学講座（地質学科に設けられた）の担当となり、翌年43歳のときに同大学の教授に就任する（東京高等師範学校教授と兼任した）。1913年、理学博士となる。
1911年以降に激しい氷河論争がなされるようになると、ヘットナー石の命名や、北アルプスの雪線高度の研究を行うようになる。
1914年にウェゲナーの大陸移動説を、1916年にはウィリス（B. Willis）の地殻運動論を紹介・導入。1918年頃には、ハンチントンによる気候と文化との関係論や、デービスの侵食サイクル説にも注目する。
1915年以降、第一次世界大戦により政治地理学への関心を高める。ドイツの国境と領土について、またルーマニアの民族・国土・戦況について論述。日本軍がドイツ領南洋諸島を占領する（1914年）と、翌年にはそこを巡検している。また、清国（1910年）、マーシャル群島など南洋諸島（1915年）、中国（1918・1925・1926年）、南満洲（1919年）等の海外調査も行っている。
1919年、東京帝国大学理学部に地理学科が地質学科より独立・設置され、その教室主任となる。

### 1920年代―委員活動・日本地理学会の設立
1920年代には、関東大地震・但馬地震・奥丹後地震が起き、研究の焦点が地殻変動と変動地形の研究に向かう。
山崎は、政府や文部省に対し地理学界を代表する存在となり、数多くの委員に任命され多忙となる。また、日本の地理学の国際交流をほとんど一人で担い、国際地理学連合（IGU）の設立（1922年）に参画して、設立後は副会長を務めた。さらに、太平洋学術会議の設立（1920年）にも関わり、1923年の第2回太平洋学術会議に出席し、東京会議（1926年）では幹事長として会を推進した。幹事を務めた際は、報告書の出版まで細心の配慮と労力をつぎ込んでおり、山崎には「生まれながらのコングレスマン」という異名さえあった。このような任務に加えて、ハワイ（1920年）、欧州・北米・南米（1922-1923年）、豪州（1923年）にも出張しており、これらの旅行記録は『西洋又南洋』（1926年）にまとめられた。
1925年、56歳のとき日本地理学会を設立。それは、東京帝国大学理学部地理学教室の関係者によって組織された日本で最初の地理学専門の学会であった。その際に創刊した機関紙『地理学評論』は、日本初の地理学専門誌で、純粋に学術雑誌として今日に至っている。なお、同年に創刊された理科年表にも、地理部の監修者として名を連ねている。
1928年、59歳のときロンドン・ケンブリッジでの第12回国際地理学会議に多くの若手地理学者を率いて出席する。IGU設立当初は日本帝国の勢威によるところがあったが、第12回会議は日本や山崎の地理学に対する評価の方も大きかった。同年にベルリン地理学会の名誉会員となる。翌年、東京文理科大学（現・筑波大学）の地学科（地理・地質を含む）の設置に関わり、兼任でその教授となった。

### 死去

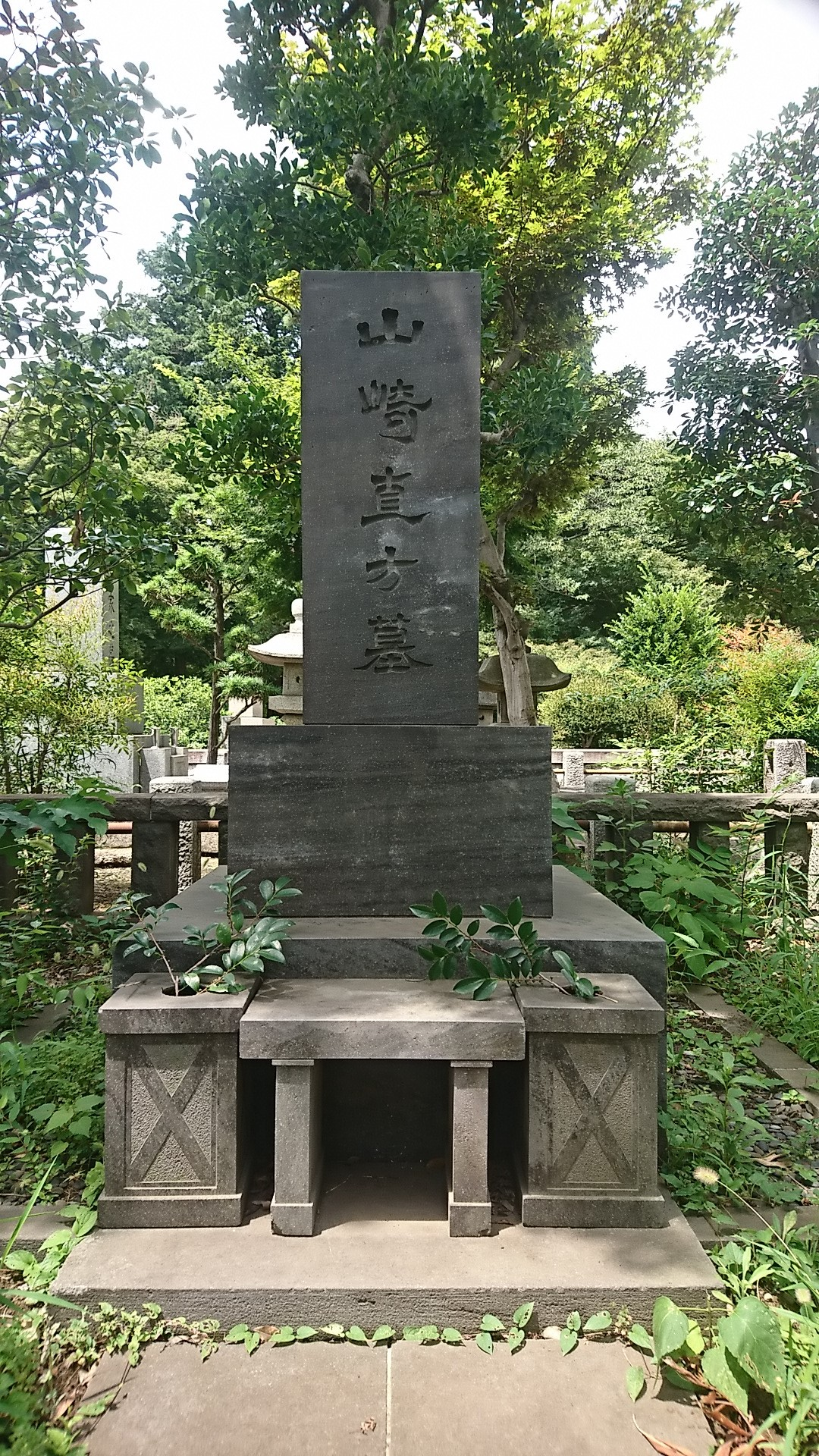
多磨霊園にある山崎直方の墓

1928年、イギリスでの万国地理学会議に出席し、アメリカ経由で10月に帰国後、心臓を病む。翌1929年7月26日、定年を前にした60歳の若さで東京市に没する。「文理大の地理学教室の完成を見ずに死ぬのは残念である」という旨の遺言書を残しており、病床時には既に死を覚悟していた。墓地は多磨霊園にある。
矢部長克は、「山崎教授は勉強が過ぎて、丈夫なのに早く亡った」と後に語っているが、委員会活動などの激務が身体にこたえたのは確かだという。岡田 (2002)は、山崎の研究業績の量が小川琢治よりはるかに少ない理由として、極めて多数の委員に任命され多忙であったことを挙げている。山崎の息子である文男は、「日頃病気らしい病気をしたことがない父が、半年ばかりの病床生活で亡くなるとは考えもしないことであった」と述べている。
1930年-1931年に『山崎直方論文集』全二巻が刊行され、主要な研究業績がまとめられた。それに収録されなかった論著のうち17編が『地理学叢話』（今村学郎ほか編、1932年）に収録された。

## 研究

### 自然地理学

#### 火山地質

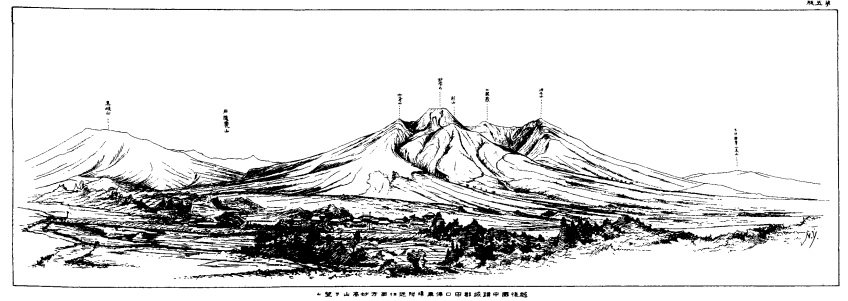
山崎直方による妙高火山のスケッチ「越後国中頸城郡田口停車場附近より西方妙高山を望む」、山崎直方（1895）「妙高火山彙地質調査報文」『震災予防調査会報告』第8号

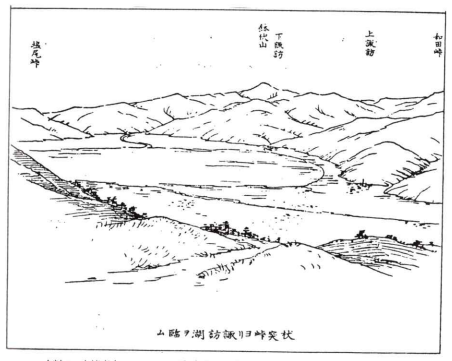
諏訪湖方面のスケッチ、山崎直方（1898）「八ヶ岳火山彙地質調査報文」

1892年に、帝国大学理科大学地質学科に進んだ山崎は、小藤文次郎のもとで岩石学を学んだ。上述したように、この時期、小藤は濃尾地震後に発足した震災予防調査会において全国火山調査のプロジェクトを推進しており、山崎は火山地質の調査と火成岩の岩石学的な研究を指示される。
例えば1895年には『震災予防調査会報告』へ「妙高火山彙地質調査報文」を掲載している。この報告の一部は「日本海岸の大火山妙高山に就て」と題して『地質学雑誌』にも載せられ、採集された火成岩標本の岩石学的な分析については英文の手稿を卒業論文として大学に提出している。論文全体は対象地域の地形・地質・構造発達史を順次記載するという構成で、自身の手による多くのスケッチを掲載し、最後に別冊として歴史災害のまとめと地質図を付けている。ここでは、地形を大づかみにとらえ、フォッサマグナの東西における地質・地形の違いを対比的に描き出している。また、妙高山の断面図を示して溶岩相互の関係と形成史を示し、植物化石と動物化石を多数記録して、第三系についても調査が行われている。最後に、第三紀層形成後の「造山力」との関係で火山活動の分布を説明する。地形・地質の調査に加え岩石学的な研究結果を総合して、焼山や妙高山が、三重の「火山脈」が会合した場所に生じた火山の一群であると結論する。
山崎は、一つの火山群を調査し、その報告をまとめ上げたことから達成感を得て、火山に魅せられていった。1896年には伊豆大島についての報文を寄せ、1898年には妙高山報文と同様の構成をもつ「八ヶ岳火山彙地質調査邦文」が出版された。八ヶ岳報文中で論じられている諸断層の造る「一大階段状断層」は、辻村太郎の示唆によれば、「傾動地塊」の日本で最初の指摘であったという。また『地質学雑誌』に掲載されたエッセイ風の「北海道火山雑記」（1898年）では、船の旅で訪れた函館・有珠・登別の記録を残し、有珠ではジョン・ミルンの登山に触れ、火口湖の変容を記している。山田 (2008)によれば、大地の相貌を俯瞰しつつ、火山地質調査を基本に岩石学的知見を生かして発達史を描き出す研究方法は、その後の研究の重要な範例になったという。

#### 氷河地形

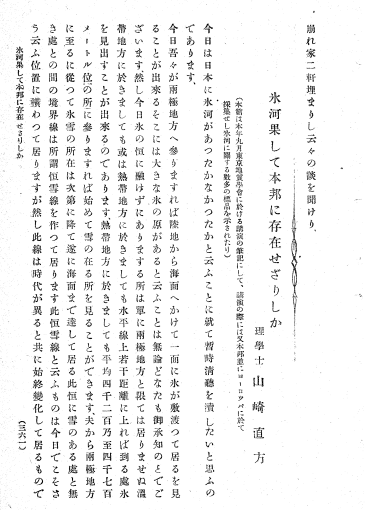
山崎直方（1902）「氷河果して本邦に存在せざりしか」『地質学雑誌』第9巻第109号

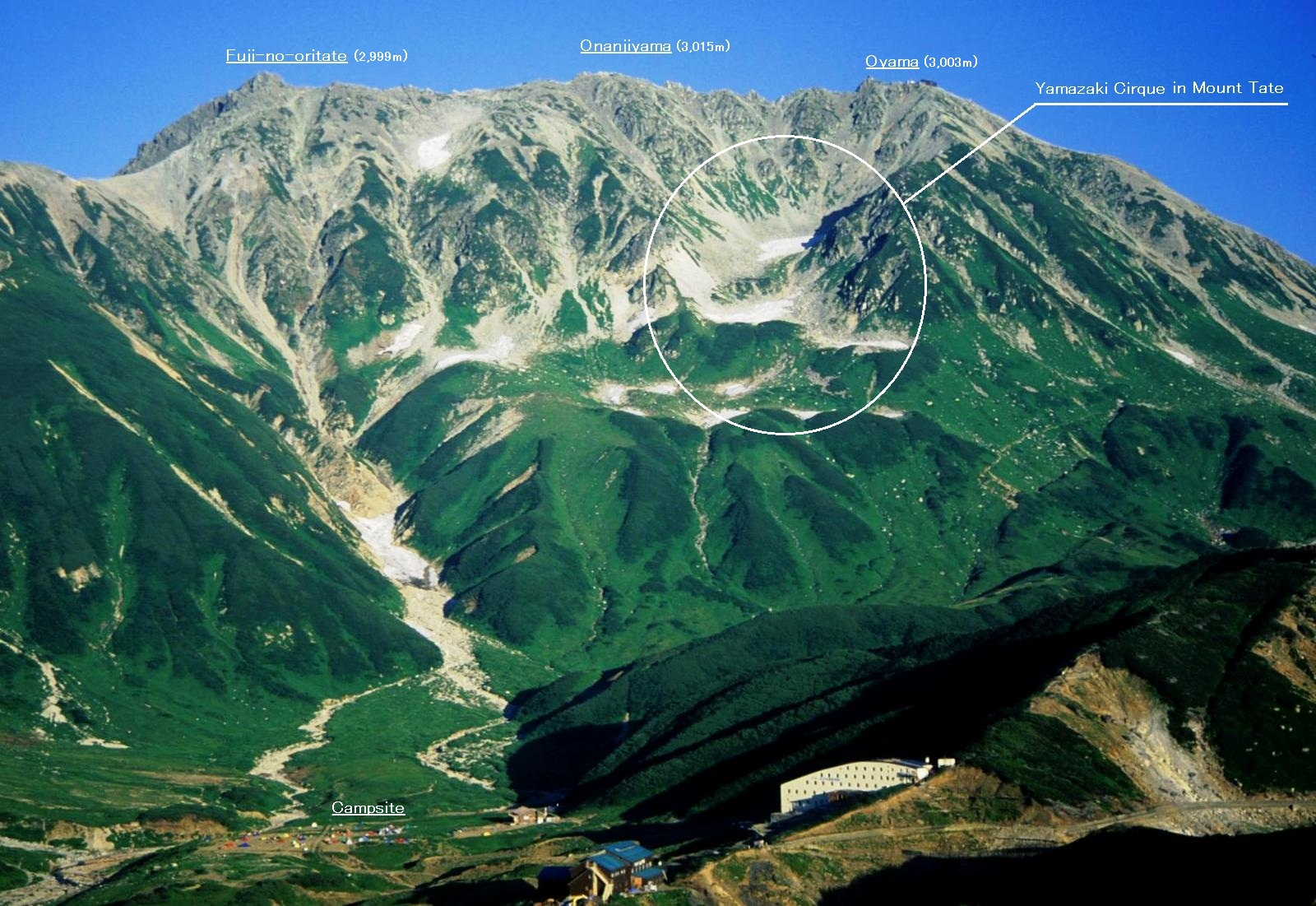
立山の雄山の北西面にある山崎カール

山崎は、留学先で師事したアルブレヒト・ペンクによる『氷河時代のアルプス』全3巻の研究に立ち会うことになる。実地踏査を含め欧州アルプスの氷河に触れており、山崎が日本における氷河地形学の開拓者となったのは、ある種の必然でもあった。
帰国後間もない1902年9月の地質学会で山崎は、日本や欧州で採集した氷河に関する標本を示しながら、歴史的な講演「氷河果して本邦に存在せざりしか」を行なった。山崎は、外国での見聞を紹介し、北米大陸での氷河の痕が北緯37度半までたどれるので、日本にもあった蓋然性を指摘する。これまで示されなかった積極的証拠に対し、彼はモレーン（堆石）・オーザル（氷河堤）・ルンドヘッカー（瘤状岩）・カール（圏谷）・スチレンモレーン（端堆石）などの地形的特徴や、岩石表面に残された擦痕を挙げ、実際にアルプス・北欧の氷河の写真や擦痕のある岩石標本を示している。なお、山崎は夏に震災予防調査会の用事で飛騨山脈の北部を調査した際に、カール・モレーン・擦痕などに遭遇していたのだという。演説では白馬岳から取ってきた大きな岩の一部を聴衆に見せ、論説においては「私は実に始めて本邦に於てその様に立派に氷の侵食作用で出来た痕跡を見たのであります」とやや興奮した様子を伝えている。さらに、植物学学士である矢部吉禎が白馬岳付近で千島列島固有の植物を採集したことを述べ、参考にすべき材料であると付け加えている。
この論文自体はすぐに反響を呼んだわけではなく、石川成章が疑問を呈したくらいであったが、1911年以降の日本における氷河形成をめぐる論争の「導火線」となった。なお、論争までに欧米の大規模な氷河と氷河地形の現況を紹介し（1908年）、その時を待っていたようである。
1911年以降に激しい氷河論争がなされるようになると、北アルプスのカール群を調査し、それらの底が海抜2500-2600メートルに位置することを示し、これを当時の雪線の高度とみなした。さらに、ヘットナーとシュミットヘンナーが1913年に梓川の河谷で発見した擦痕のある岩塊を、鉢盛山からの氷河の漂石とみなして「ヘットナー石」とみなした。
レプシウス（K.G.R.Lepsius）や横山又次郎は、氷期が決して普遍的なものでないという立場であったが、これに対し、山崎はペンクの講演を引き、氷河の遺跡の地理的分布から氷期が世界的に起こったものであることを示唆する。これを補強するために、スタインマンによる南米の例を掲げ、さらに日本の大関久五郎の写真をもって槍ヶ岳にはカールがあることを指摘している。なお、この論説に先んじて1906年には「地質学雑誌」にペンクの論文の紹介を行ない、4つの氷期の名称も示して先史時代との比較を試みていた。

#### 地震と変動地形

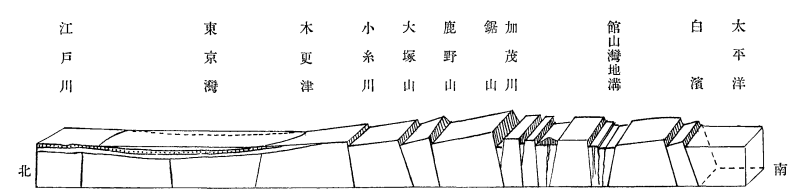
房総半島の地塁と地溝、山崎直方（1925）「関東地震の地形学的考察」『震災予防調査会報告』

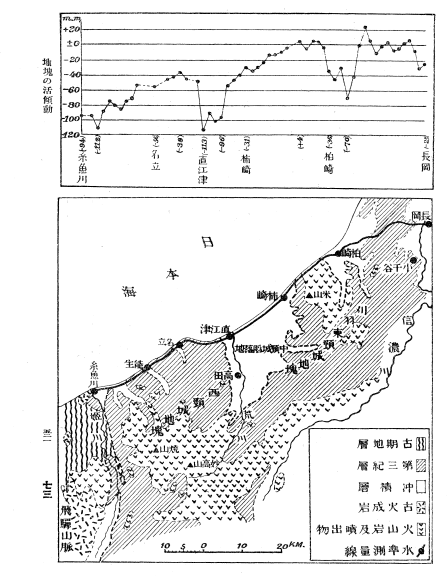
新潟県周辺の地質図（下）と水準点の変動量（上）、山崎直方（1928）「地塊の活傾動」『地理学評論』第4巻第5号

地震と地形・地体構造との関係は、震災予防調査会の仕事を小藤のもとで手伝っていた山崎にとって、自然に関心を引いたテーマであった。震災予防調査会の関係は深く、長く委員を務めたが、1926年にはその後継組織の東京帝国大学地震研究所の所員ともなっている。山崎の逝去にあたって編まれた『地理学評論』の記念論文集でも、多数の地震研関係者が寄稿している。
1920年代には、1923年に関東大地震、1925年に但馬地震、1927年に奥丹後地震が起きる。以後、山崎は地殻変動と変動地形の研究に向かうようになる。その調査研究の成果は、主に『地理学評論』に掲載されたが、一部『地球』にも発表された。1925年には、房総半島の海岸洞窟における遺物の堆積状態を観察し、先史時代以降に陸地の昇降が繰り返されたことを明らかにした。彼は大学入学前から、考古学・人類学研究の第一線に立っていたが、それへの興味は晩年まで持ち続けられ、ここでの地形研究に生かされといえる。
地震に関する調査報告には、既に1896年の陸羽地震に関するものがあったが、1923年の関東大地震の衝撃は大きかった。関東大地震が起こると、すぐに房総半島や相模丘陵の地形を調査して地塊運動を解明し、地震の成因に迫った。震災予防調査会は関東大地震に関する大部の報告を機関誌「震災予防調査会報告』第100号の6分冊で出版。山崎は、そのなかで各地の震災地の地形の概観と地震に伴う地変について記述している。震災地地形の概観では、例えば房総半島に関して、半島が塊裂運動によって造られた多くの地塊から成るが、加茂川の地溝帯を境に北部の塊裂地塊は傾斜地塊をなすとして、これらのブロックダイアグラムを描いている。続いて但馬地震や奥丹後地震による地殻変動も調査した（1925-1927年）。地震による断層や地殻の隆起・沈降は、地形・地質の構造と密接な関係にあることを明らかにし、地震の際の地殻変動は、モザイク状に配列された多数の地塊の傾動運動であるとみなした。ここでは、「活断層によりて境されたる地塊の傾斜運動が活動しつつあるもの」を「活傾動」と称し、これをさらに「急性的活傾動」と「慢性的活傾動」に分類するが、後者を知るには「実に精密なる水準測量を待つより外はない」と述べる。
そして、1927年に念願の水準測量の好機が到来する。新聞社から帝国学士院へのファンドの一部を得て、陸地測量部の手で日本海岸の糸魚川から柏崎・長岡に至る水準測量を行うこととなった。山崎はかつてのフィールドであったこの地域を地震学者の今村明恒と共同で研究し、（35年前の測量結果と比較して）直江津のような低地帯で相対的な沈降の度合いが大きいことを初めて見出した。つまり、地震の起こっていない時にも慢性的な地塊の傾動運動によって地殻が変形していることを明らかにし、現在の地形は、それまでの急性・慢性の地塊運動の繰り返しによって形成されたという結論に至った。
この研究は、1928年にケンブリッジで開催された万国地理学会議の場で公表され、フランスのマルトンヌらから好意的な評価を受けた。また国内では、石本巳四雄や坪井忠二らを刺激して「地殻の緩慢性運動」に関する研究が活発化し、特徴的な一分野を形成していく。このように変動地形の研究は昭和初期に地形学研究の主流となっていくが、他方で吉川虎雄は、その地塊のとらえ方については「客観的な方法が採用されていたとはいいがたかった」と批判している。なお、山崎の認識によると、断層と地震との間には「密接な関係はあるが、これは共に地体構造の異常より起る現象であって、厳格に云えば地震の原因は断層そのものよりも地体構造の異常に」あったとする。

#### 海洋地質学・海洋学
1905年、山崎は逓信省の嘱託で海底電線敷設船に同乗し、東京湾から小笠原諸島までの太平洋の底質調査を行なった。1908年には東京地質学会で「東京湾小笠原島間太平洋海底地質の梗概」と題して講演する。これは日本における海洋地質調査の初期の一例であり、彼にとって妙高火山調査で始まった「富士火山脈」の南方への延長を探る旅でもあった。講演は先行研究による海底地形の分類、底質の変化、記録された生物の遺体などを述べている。
ドイツ領であった南洋諸島が1914年の第一次世界大戦勃発によって日本領に組み入れられると、地質学者たちはただちに資源に関する調査を開始して各種雑誌に発表した。山崎は『理学界』に「南洋の燐鉱」を投稿し、マーシャル諸島のナウル島で産出するリン鉱石について、資源価値・産状・成分などを解説した後，地形上の変遷を検討している。すなわち、リン鉱石が珊瑚石灰岩と互層をなしている事実より、第三紀の頃に環礁ができそこに鳥糞が積もってリン鉱石のもととなり、沈降してその上部に珊瑚石灰岩が形成され、これを繰返して現在は三度目の隆起の時期に当たると述べている。なお、この指摘は、後の1942年に田山利三郎によって詳細に検討され書き改められた。
山田 (2008)によれば、1926年の「ドイツの大西洋探究」という文章中で、師であるペンクが海洋研究に赴くことに触れているので、留学時にこうした海底地形や海洋地質学的な関心が養われた可能性が大きいという。実際に、第1回汎太平洋学術会議の地理学分科会（1920年・ホノルル）で日本における海洋研究について発表したほか、第3回汎太平洋学術会議（1926年・東京）での決定を受けて、翌年学術研究会議に設けられた「太平洋海洋学に関する委員会」の委員長に就任した。この委員会の編集で英文誌が発刊され国際交流の発展に一役買うことになる。

#### その他の地形・学説の紹介
研究の焦点は、上述したような地形だけでない。例えば、遠州平野などの海岸平野や、秋吉台などのカルスト地形の研究に先鞭をつけた（1905-1906年）。1919年には丹那トンネル付近の断層によって生じた水系の変化を追究している。
関連する欧米の先進的な学説も積極的に紹介・導入した。1916年にはアメリカのウィリス（B. Willis）などのアイソスタシーに基づく地殻運動論を肯定的に紹介した。また、ドイツのウェゲナーが発表した大陸移動説（1912年）については、欧米の学者の多くが否定的・懐疑的であったのに対して、この説に賛成し率先して（一番最初に）日本に導入した。

### 人文地理学

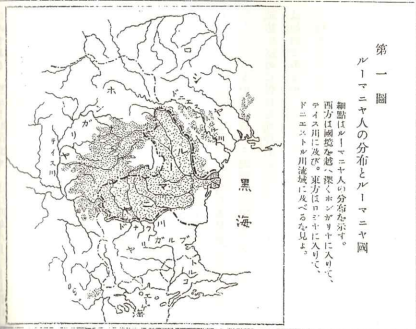
ルーマニア人の分布図、山崎直方（1917年）「ルーマニヤ人とルーマニヤ」『東洋学芸雑誌』第34巻第425,426号

山崎は自身の研究において、自然事象だけでなく、それと人文事象との関係にも考察を及ぼそうと考えた（1913年）。まず、アメリカのハンチントンによる気候と文化との関係論や、デービスの侵食サイクル説を加味した地形と文化の関係などに着目した。また、帰国後すぐにフリードリヒ・ラッツェルの政治地理学説を紹介し（1902年）、日本と中国の都市の研究にも着手する（1904-1906年）とともに、人文地理学研究において歴史的な観察・考察が重要であることを力説した（1910、1913年）、地図史への関心も高く、膨大な量の古地図を収集し、停年退官後はその研究に打ち込みたいと思っていたほどであった。
政治地理学にも早くから関心をもっていたが、第一次世界大戦はそれを増幅させた。『我が南洋』（1916年）は、南洋諸島の火山島・珊瑚礁・海底地形・植生・有用産物・住民の生活文化と習俗・交易・海図などを描写し、加えて植民地の獲得と経営について論述している。

### 人類学・考古学
第三高中入学前に、既に大磯など関東地方の横穴について2本の論考を『東京人類学会雑誌』に発表している。その後も、近畿地方の貝塚や古墳、横穴等の考古学的な発掘・調査を盛んに行なっていった。『東京人類学会雑誌』では、1888年には河内や摂津の遺跡調査について5本の報告を出している。翌年の「河内国に石器時代の遺跡を発見す」では志紀郡国府村（現・藤井寺市国府）での遺跡発見を告げ、発掘された石器や土器片、獣歯骨の記載を行っている。
地質学の訓練を受けた後の論考である1894年の「貝塚は何れの時代に造られしや」は、遺跡の年代論を提起している。東京近郊の貝塚の分布が「皆高台の端に散在」することを確認し、さらに洪積層下層の砂礫層や火山噴出物の堆積であるローム層中からは発掘されないことから、基本的に東京近郊の貝塚は「洪積世の最後より沖積世の始めに当り」と結論する。なお、この頃の山崎は、震災予防調査会のボーリング調査の結果をまとめているところで、鉱物組成に言及した地層の記載や、周辺露頭の対比を行っており、貝塚の時代推定の背景となったと考えられる。

## 業績

### 日本近代地理学の確立
日本の地理学の研究は江戸時代以降、長く発達せず、明治になって大学の専門講座・学科独立がヨーロッパより遅れて行われた。とくに地理学の専門的学修者が少ないことと、専門的刊行誌が存在しなかった等の理由により、科学に占める地理学の地位は相対的に低かった。
まず山崎は、1919年に東京帝国大学地質学教室の下に地理学科を設置した（日本では京大に次いで2番目）。この影響により現在でも東京をはじめとした関東の国公立大学の地理学教室は理学部系統に置かれている事が多い。京大を中心とした関西勢が歴史学教室の元に置かれ、文学部系統に置かれているのと対照的である。これにより関東勢は当初は自然地理学の影響が強かったといわれている。
その後、地理学独自の学術団体として「日本地理学会」を創設し『地理学評論』（1925年）の発刊を行った。石田龍次郎はこれを、小川琢治の「地球学団」の学会創立と『地球』（1924年）発刊と合わせて、明治以来、半世紀にして地理学がはじめて、学問の出発点に立ったイベントとみなしている。私見として石田は、山崎と小川の「最大の功績」にこの学会創立と専門誌発刊を挙げている。ただし、小川らが組織した地球学団は地質学者を含めた幅広い構成員から成っており、機関誌『地球』は地球科学の全般にわたる内容で啓蒙的な記事を含んでいたので、純粋に地理学を樹立した山崎のものとは厳密には性格を異にする。

### 『大日本地誌』の編集

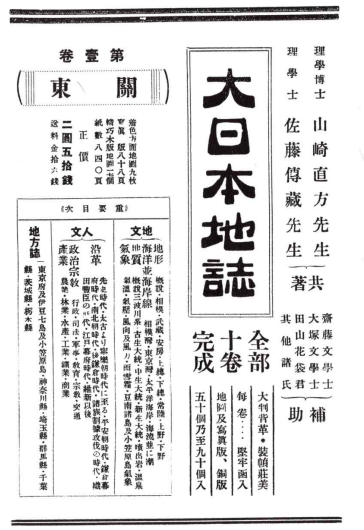
『大日本地誌』の第1巻の広告

山崎は、1902年に『大日本地誌』の編集を有力出版者の博文館に依頼された。当時の彼は33歳の若さであったが、岡田 (2011)によれば、「新進の帰朝者」として大きな期待が寄せられ、地理学界を代表する存在とみなされていたからとする。山崎は、佐藤伝蔵と協力して大規模な地誌を編集し、1903年-1915年に全10巻構成でこれを刊行した。
各巻の内容は、総論、地文、人文、地方誌によって構成され、以下の章が設けられている。
- 地文 - 地形、海洋並に海岸線、地質、気象。従来の地誌には「地形」という項目はなかったが、ここでは新設されている。「地質」では詳細で科学性に富む記述を行っているが、他方で「気象」の記述は簡単であり、気候も論じられていない[13]。
- 人文 - 沿革、政治宗教、産業。「沿革」では分担執筆者による歴史学的・考古学的な論述が詳細になされている。「政治宗教」では、行政・司法・軍事・教育・宗教などを述べる。これらは、従来の地誌の形式を引き継いでいる[13]。
- 地方誌 - 府県別・市町村別に記述され、その内容・文体は旅行案内記にちかい。博文館社員で紀行作家であった田山花袋も編纂補助と分担執筆を行っており、商業的出版物としての性格も表れている[13]。

本書は多数の写真や一般地域図を多数掲載し、彩色地図（上質紙に印刷）も要所に挿入され、本書の大きな特徴となっている。写真の主題は広範囲にわたり、地形・地質・気象・動植物などの自然事象から神社・仏閣・史跡・教育文化施設・官公庁・交通施設・産業・集落・風俗などの人文事象に及ぶ。なお、こうした地理的諸事象を写真で示す試みは、共編者の佐藤が既に自著で行っており、岡田 (2011)は出版社の意向に沿ったものだとしている。
ただし、人文地誌に関しては山崎・佐藤以外の協力者らがかなり執筆しており、地域性を明確にするという地誌学の立場からの論述にはなっていない。また、当時としてはやむを得ないことだが、写真は営業写真家に撮影されたものが多く、被写体は建築物が中心で地理写真は少ない。非アカデミー地理学の記述を多く含む点から、岡田 (2002)は、この地誌を「アカデミー地理学が形成される過渡期あるいは前夜の産物」であるとしている。

### 地理学の普及と地理教育
岡田 (2011)によれば、山崎の地理教育への貢献は、当時の地理学者のなかでも随一であったという。山崎は、1903年から継続して文部省中等学校教員検定試験（文検）地理科の委員を務め、地理教育界に大きな影響力をもった。また、独力で執筆した中学校・高等女学校用の地理教科書は、東京高等師範学校の教授として教育界の頂点に立っていたこともあり、最も多くの学校で長年用いられた。彼の地理教育の目的の一つは、日本の国勢の伸長と国民の海外発展を促すことにあった。それは、時代の要求に応えようとする姿勢であり、第一次世界大戦の影響が認められるという。
門下生には、地誌学の田中啓爾、地形学の石井逸太郎・大関久五郎・辻村太郎・帷子二郎・多田文男・下村彦一・今村学郎・花井重次・渡辺光、政治地理学の飯本信之、経済地理学の佐藤弘・田中薫、集落地理学の綿貫勇彦・松尾俊郎、地図史の秋岡武次郎、気象学の福井英一郎、陸水学の吉村信吉、地質学の石井逸太郎、人文地理学の佐々木清治・佐々木彦一郎・石田龍次郎らがおり、日本の学術的な地理学の形成に大きな功績を残した人物も多く、彼の地理学に対する影響力は多岐にわたっている。

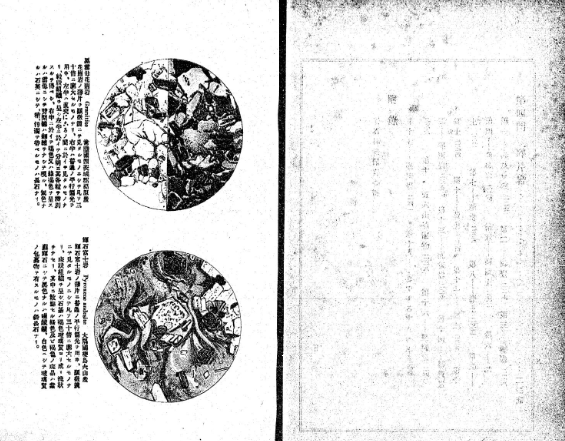
顕微鏡で観察した岩石のスケッチ、山崎直方（1899年）『岩石学教科書』金港堂

山崎が終始教育の分野に関心を持ち続けたのは、高等師範学校教授という職責に由来するが、他方で広く地学的知識の普及に対して情熱を持っていたことにもよる。1899年に初版の出た『岩石学教科書』は、直筆の顕微鏡下のスケッチを含み、10数版を重ねた。また『地文学教科書』（1898年）や『普通教育地理学通論』（1903年）など標準的な地理教科書の執筆の一方、上述した『大日本地誌』を完成させている。これらの地理記述に関する仕事に関して、山田 (2006)は「日本人が自らの国土のいわば近代的な自画像を描くうえでの基本的な枠組みを与えることになったという点で、学問上のオリジナルな貢献に勝るとも劣らない重要性を持つものであった」とする。
山崎は、行政面での貢献も期待されていた。外国地名及び人名の称え方書き方取調委員、教科書調査委員、通俗教育調査委員、勧業博覧会審査官、史蹟名勝天然記念物保存会評議員など各種の政府関係委員会に参画し、その見識を生かすとともに提言も行なっている。例えば、1913年『東洋学術雑誌』に掲載された「高等中学校の地理学科に就きて」では、高等中学校令による新しい教育課程について述べている。彼によれば、地理科が高等中学校の文科理科のうち文科にしかないことは、「もし地理学の性質が十分理解されていないためであるとすればたいへん問題である」とする。そこで、文部省の地理科の規定が諸外国との政治経済上の関係を扱う地理学に偏していることを取り上げ、政治地理学も経済地理学もその土台となるのは「土地の自然的性質」であると改めて主張した。
1914年の中等学校地理歴史教員協議会での講演「地理学説の進歩と中等教育」は、直接教師に訴えるものであるだけに、その提言や要請はさらに具体化した。すなわち教育者は学問の進歩に後れないよう常にその最新の知識を獲得しようと務めなければならないと説く。山崎が、ここで取り上げる咀嚼すべき諸学説は彼の関心の広さを物語っている。ここでは、教授資格者の知的探究心に訴えるとともに「理想の地理学教授」を高く掲げて彼らを鼓舞し教育者の自覚を促そうとした。

## エピソード

### 人物
- 「なおまさ」が正しい読みだが「なおかた」と呼ぶ人が多かった。田中啓爾におくった色紙の漢詩には「丹石山人」の雅号があるが、これは出生地の旭村赤石に由来する[38]。
- 辻村太郎によれば、山崎の童顔で立派な体格、てきぱきとした身のこなしは、気の弱い者に秋霜烈日の感じを抱かせるという[39]。
- 第三高等学校在学中に、学友の林鶴一のチフスの見舞に行く際、その病室の壁にいつも画を貼るなど、こまやかな友情を有していた[38]。
- 秋田仙北地震の調査出張の際、到着駅に県の当局が迎えに出ていたが、山崎が野外調査姿の学生服であったため、県吏が彼を識別できず、山崎はそれとうすうす知りながらも、単独で県庁に出かけるといった、いたずらつけでユーモラスな一面がある[10]。
- 文部省や府県主催の教員講習会で、自分の研究・旅行中の見聞・他者の学説などを講演していた。当時の大学教授は雲上人であって難解な言語を使う人が多かったからか、外国語を一つも使わないで講演する山崎は一部から「俗っぽい」と評されもしたという。石田 (1971)は、「これは半ば地理という専門のせいかもしれない」とも考えている[40]。
- 儀式が好きである。大正天皇の即位式の時は、「大礼参列日記」を執筆し、上質紙に印刷して知人に頒布した。また神嘗祭は、儀式に参列する資格があっても参加する者はほとんどいないが、寒い深夜であっても毎年欠かさず参列した[41]。
- 蘭斎貞秀の浮世絵の大蒐集家であった。他の浮世絵は集めておらず、ただ貞秀物だけを収集した。没後には、東京大学の安田講堂において、古地図と貞秀物との展覧会が催されたことがある[21]。
- 海外出張で買い集めた陶磁器を自宅に飾っていた[21]。

### 交友関係
- 浜口雄幸とは同県の出身で、親交があり、病床時も大塚窪町の自宅に見舞いにきたことがある[38]。
- 門下生の田中啓爾に、師であるペンクを紹介した。ペンクの祝事の際、田中に対して「田中君、ペンク先生に記念金を出しなさいよ。今ドイツはひどいインフレだから、日本から少し金を出しても大したものになるよ」と述べたことがある[10]。
- 特に親しい地理・地質の外国の学者を、大塚窪町の私邸に招待した。ウィリース博士、アトウッド総長夫妻、ジョンソン夫妻などが、日本の私邸を興味深く見たという。アトウッド総長夫妻は帰米するにあたって、山崎夫妻・田中館愛橘・田中夫妻を帝国ホテルに招き、滞日中の観待に対する謝辞を述べていた[26]。
- 皇太子の地方行啓の時、山崎は同伴して地方の地理を説明した。通過する駅毎に地方の人々の出迎えがあるので、皇太子は答礼に多忙であったが、駅と駅との間はさし向いで、地図と窓外の景色を前に指導を行った[42]。

### 家族
- 妻は、童話作家として活躍した水田光子。次男の山崎文男は原子核物理学者で放射線測定の第一人者。三男の山崎輝男は害虫学者。四男の山崎正男は金沢大学名誉教授で父の後を継いで立山火山を研究した学者である。直方を含み、全員同じ墓に埋葬された[43]。なお、長男は通学路にある千川上水の洪水の中を帰ってきたのがきっかけで、病床に臥し、1915年に亡くなった（この翌年に妻も亡くなった）[44]。また、次男には8つ上の姉もいた[45]。
- 子供とは、一緒に日曜日の散歩、夏休みでの避暑地への旅行、山の旅などを行っていた。学校以外の教育にも熱心であった。長男には、岩や気象現象をノートに書かせ、その間に地図の書き方や読み方を覚えさせ、戦況の載る新聞から欧州の地理歴史を教えていた[45]。しかし、長男が亡くなると、下の子供らには教育を身体の鍛錬に移し、庭に鉄棒やブランコを設置したという。また、次男の文男にも、旅行の際は野帳の手ほどきを教え、30キロメートルの道を共に歩いたこともあった[44]。
- 山崎は、兄妹を幼くして亡くしていたことから、血縁の者が非常に少なく、実質的に一人っ子で「淋しがりや」であったという。海外出張の際は、家族に旅行日程・宿舎・便りの期限を書き置き、便りを送るのを怠けると「一度も手紙をくれぬではないか」とハガキの終わりに書き足したことがある[46]。

### その他
- 1919年に東京帝国大学理学部に地理学科が創設された際、地理学教室の最初の図書室は、山崎の私物の図書が充されていて、私宅の図書室が移転した形であった。欧米へ留学を命じられていた田中啓爾も準備として利用していた。これらの図書は、大塚窪町の私邸に返され、山崎の薨去後は、石田龍次郎などによって整理された「山崎文庫」で、戦災を免れた[47]。

## 山﨑家住宅主屋
1917年竣工の邸宅の一部は国登録有形文化財「山﨑家住宅主屋」として文京区小石川5丁目に現存する。和館付きの洋館で、洋館は和洋折衷の様式。ステンドグラスの図案は広瀬尋常、製作は宇野澤辰雄の宇野澤ステインド硝子工場。
1902年にドイツ留学から帰国した山崎は、当初は麹町四番町に住んでいた。そこから、2・3年後に植物園裏の小石川区原町に転居したが、1917年頃に文京区大塚窪町（現・小石川五丁目）に新築して移り住んだ。
原町の私邸は和風の平屋建てで、一隅に突き出した六坪ほどの洋館が山崎の書斎であった。息子の山崎文男の幼い頃の記憶によれば、彼はこの部屋に大きな机を置いて、いつも読書か書き物をしていたという。この部屋にはガスストーブが入れられるなど、新しい様式が採り入れられたが、彼自身は和服で生活していた。この他にも、四坪ほどの半地下の温室もあった。

## 栄典
位階
- 1897年（明治30年）11月30日 - 従七位[49]
- 1902年（明治35年）5月20日 - 従六位[50]
- 1917年（大正6年）1月10日 - 従四位[51]
- 1929年（昭和4年）7月26日 - 正三位[52]

勲章
- 1929年（昭和4年）7月26日 - 旭日重光章[53]

## 著作

### 著書
- 『地文学教科書』1898年、金港堂
- 『岩石学教科書』1899年、金港堂
- 『普通教育地理学通論』1903年、開成館
- 『大日本地誌』(全10巻 佐藤伝蔵ほかと共著) 1903-1915年、博文館
- 『我が南洋』1916年、広文堂書店
- 『西洋又南洋』1926年、古今書院
- 『経済地理』1927年、文信社

### 論文
- 「台湾諸島誌を読む」『地質学雑誌』第3巻第30号、1896年
- 「第七回万国地理学大会の景況」『地学雑誌』第12輯第135,136巻、1900年
- 「氷河果して本邦に存在せざりしか」『地質学雑誌』第9巻第109,110号、1902年
- 「アメリカ旅行談」『地学雑誌』第14輯第161,162巻、1902年
- 「政治地理に就て」『地学雑誌』第14輯第166,167巻、1902年
- 「地理学現今の位置」『東洋学芸雑誌』第20巻第261号、1903年
- 「本邦市邑の地理的組織に関する十二の例」『人類学雑誌』第20巻第223号、1904年
- 「フリードリッヒ・ラッツェル先生を悼む」『地質学雑誌』第11巻第133号、1904年
- 「高山の特色」『地学雑誌』第17年第193,194号、1905年
- 「遠江海岸の平原の地形につきて」『地質学雑誌』第12巻第137号、1905年
- 「清国山西省の地形に就きて」『地質学雑誌』第12巻第147号・第13巻第148,150号、1905・1906年
- 「清国都邑の構造に付て」『地学雑誌』第18年第205号、1906年
- 「秋吉台のカルストに就きて」『地質学雑誌』第13巻第157号、1906年
- 「氷河の話」『地学論叢』第2集、1908年
- 「古代地理学に就きて」『東洋学芸雑誌』第27巻第342,343号、1910年
- 「欧州地理学界の近況」『地学雑誌』第24年第283号、1912年
- 「高等中学校の地理学科に就きて」『東洋学芸雑誌』第30巻第378号、1913年
- 「アジアに於ける気候と人生との関係」『東亜之光』第8巻第5号、1913年
- 「氷期に関する論争」『現代之科学』第1巻第9号、1913年
- 「北イタリアの湖水」『地質学雑誌』第20巻第233号、1913年
- 「飛騨山脈に於ける氷河作用に就て」『地質学雑誌』第21巻第244号、1914年
- 「高山に於ける雪の営力Nivationにつきて」『東洋学芸雑誌』第31巻第389号、1914年
- 「地理学説の進歩と中等教育」『東洋学芸雑誌』第31巻第396号、1914年
- 「独仏の国境」『地学雑誌』第27巻第313号、1915年
- 「風景画につきて」『人文』第1巻第4号、1916年
- 「大陸の単元につきて」『東洋学芸雑誌』第33巻第416,417号、1916年
- 「ルーマニヤ人とルーマニヤ」『東洋学芸雑誌』第34巻第425,426号、1917年
- 「地形と文化との関係を説明せるリッチ氏の新研究」『東洋学芸雑誌』第35巻第437号、1918年
- 「時代と地理学」『学校教育』第5巻第2号、1918年
- 「丹那盆地の地形につきて」『地質学雑誌』第26巻第307号、1919年
- 「国民教育に於ける地理学」『教育学術界』第40号、1919年
- 「平和条約に伴ふ独逸の損失」『国家学会雑誌』第34巻第398,399号、1920年
- 「地殻漂移説につきて」『学芸』第39巻第488号、1922年
- 「史前時代以来上総東南海岸の昇降につきて」『地球』第3巻第1号、1925年
- 「房総半島東南部に於ける傾斜地塊に就きて」『地理学評論』第1巻第1号、1925年
- 「白人の豪州」『地理学評論』第1巻第3,4号、1925年
- 「但馬地震の震源」『地理学評論』第1巻第5号、1925年
- 「ライン先生とライン文庫」『地理学評論』第1巻第6号、1925年
- 「関東地震ノ地形学的考察」『震災予防調査会報告』第100号、1925年
- 「東京帝国大学名誉教授小藤文次郎博士」『地理学評論』第2巻第5号、1926年
- 「断層地形の自然的模型」『地理学評論』第2巻第7号、1926年
- 「志賀重昂君を弔す」『地理学評論』第3巻第5号、1927年
- 「地塊の活傾動」『地理学評論』第4巻第5号、1928年

### 没後の関連文献
- 山崎直方論文集刊行会編『山崎直方論文集』（全二巻）1930-1931年
- 今村学郎ほか編『地理学叢話』1932年
- 岡田俊裕編『日本の地理学文献選集（Ⅰ）近代地理学の成立前夜 第四巻』2007年、クレス出版（1896-1906年の主要論著）
- 岡田俊裕編『日本の地理学文献選集（Ⅱ）近代地理学の形成 第一巻』2007年、クレス出版（1908-1922年の主要論著）
- 岡田俊裕編『日本の地理学文献選集（Ⅲ）近代地理学の展開 第一巻』2008年、クレス出版（1925-1928年の主要論著）